# Episodi di Tribes of Europa

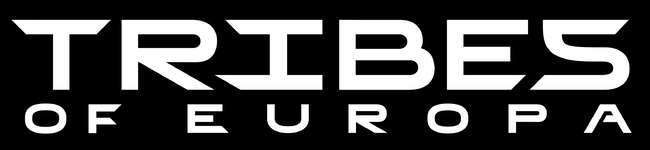

La prima e unica stagione della serie televisiva Tribes of Europa, composta da 6 episodi, è stata distribuita sulla piattaforma di streaming Netflix il 19 febbraio 2021.
| nº | Titolo originale | Titolo italiano | Pubblicazione Germania | Pubblicazione Italia |
| -- | ---------------- | --------------- | ---------------------- | -------------------- |
| 1  | Chapter 1        | Capitolo 1      | 19 febbraio 2021       | 19 febbraio 2021     |
| 2  | Chapter 2        | Capitolo 2      | 19 febbraio 2021       | 19 febbraio 2021     |
| 3  | Chapter 3        | Capitolo 3      | 19 febbraio 2021       | 19 febbraio 2021     |
| 4  | Chapter 4        | Capitolo 4      | 19 febbraio 2021       | 19 febbraio 2021     |
| 5  | Chapter 5        | Capitolo 5      | 19 febbraio 2021       | 19 febbraio 2021     |
| 6  | Chapter 6        | Capitolo 6      | 19 febbraio 2021       | 19 febbraio 2021     |

## Capitolo 1
- Diretto da: Philip Koch
- Scritto da: Philip Koch

## Capitolo 2
- Diretto da: Philip Koch
- Scritto da: Benjamin Seiler, Jana Burbach, Philip Koch

## Capitolo 3
- Diretto da: Florian Baxmeyer
- Scritto da: Benjamin Seiler, Jana Burbach, Philip Koch

## Capitolo 4
- Diretto da: Florian Baxmeyer
- Scritto da: Benjamin Seiler, Jana Burbach, Philip Koch

## Capitolo 5
- Diretto da: Florian Baxmeyer
- Scritto da: Benjamin Seiler, Jana Burbach, Philip Koch

## Capitolo 6
- Diretto da: Philip Koch
- Scritto da: Benjamin Seiler, Jana Burbach, Philip Koch